# Nixxes Software
Nixxes Software BV (comúmnente conocida como Nixxes Software o Nixxes) es una empresa holandesa de desarrollo de videojuegos fundada en agosto de 1999, y basada en la ciudad de Utrecht. Nixxes Software fue fundada por Jurjen Katsman, quien actualmente es el presidente de la compañía.
Nixxes se dedica principalmente a ofrecer servicios de soporte de desarrollo de juegos a otros estudios de mayor envergadura, tales como Crystal Dynamics y Eidos Interactive. Desde su fundación, Nixxes se ha enfocado en adaptar videojuegos a consolas o arquitecturas diferentes a las originalmente soportadas por los juegos, también conocidos como ports.

## Juegos desarrollados
| Año  | Título                                  | Desarrollador    | Distribuidora                  | Plataforma                                |
| ---- | --------------------------------------- | ---------------- | ------------------------------ | ----------------------------------------- |
| 2000 | Legacy of Kain: Soul Reaver             | Crystal Dynamics | Eidos Interactive              | Dreamcast                                 |
| 2001 | Legacy of Kain: Soul Reaver 2           | Crystal Dynamics | Eidos Interactive              | Microsoft Windows                         |
| 2002 | Blood Omen 2: Legacy of Kain            | Crystal Dynamics | Eidos Interactive              | GameCube, Microsoft Windows, Xbox         |
| 2003 | Legacy of Kain: Defiance                | Crystal Dynamics | Eidos Interactive              | Microsoft Windows, Xbox                   |
| 2005 | Project Snowblind                       | Crystal Dynamics | Eidos Interactive              | Microsoft Windows, Xbox                   |
| 2006 | Tomb Raider: Legend                     | Crystal Dynamics | Eidos Interactive              | Microsoft Windows, Xbox                   |
| 2007 | Tomb Raider: Anniversary                | Crystal Dynamics | Eidos Interactive              | Microsoft Windows                         |
| 2008 | Tomb Raider: Underworld                 | Crystal Dynamics | Eidos Interactive              | Microsoft Windows                         |
| 2010 | Kane & Lynch 2: Dogs Days               | IO Interactive   | Square Enix                    | Microsoft Windows                         |
| 2011 | Deus Ex: Human Revolution               | Eidos Montréal   | Square Enix                    | Microsoft Windows                         |
| 2012 | Hitman: Absolution                      | IO Interactive   | Square Enix                    | Microsoft Windows                         |
| 2013 | Tomb Raider                             | Crystal Dynamics | Square Enix                    | PlayStation 3, Microsoft Windows          |
| 2014 | Thief                                   | Eidos Montréal   | Square Enix                    | Microsoft Windows                         |
| 2015 | Rise of the Tomb Raider                 | Crystal Dynamics | Square Enix                    | Xbox 360, Microsoft Windows PlayStation 4 |
| 2016 | Deus Ex: Mankind Divided                | Eidos Montréal   | Square Enix                    | Microsoft Windows                         |
| 2018 | Shadow of the Tomb Raider               | Crystal Dynamics | Square Enix                    | Microsoft Windows                         |
| 2020 | Marvel's Avengers                       | Crystal Dynamics | Square Enix                    | Microsoft Windows                         |
| 2022 | Spider-Man (videojuego de 2018)         | Insomniac Games  | Sony Interactive Entertainment | Microsoft Windows                         |
| 2022 | Spider-Man: Miles Morales               | Insomniac Games  | Sony Interactive Entertainment | Microsoft Windows                         |
| 2023 | Ratchet & Clank: Rift Apart             | Insomniac Games  | Sony Interactive Entertainment | Microsoft Windows                         |
| 2024 | Horizon Forbidden West Complete Edition | Guerrilla Games  | Sony Interactive Entertainment | Microsoft Windows                         |
| 2024 | Ghost of Tsushima: Director's Cut       | Sucker Punch     | Sony Interactive Entertainment | Microsoft Windows                         |
| 2025 | Marvel's Spider-Man 2                   | Insomniac Games  | Sony Interactive Entertainment | Microsoft Windows                         |

## Reconocimientos
En la ceremonia Dutch Game Awards 2016, Nixxes Software ganó el premio Best Economic Achievement por el desarrollo de Rise of the Tomb Raider.